# Epirhyssa isthmia
Epirhyssa isthmia là một loài tò vò trong họ Ichneumonidae.